# Denis Hickie
Denis Anthony Hickie (Dublín, 13 de febrero de 1976) es un ex–jugador irlandés de rugby que se desempeñaba como wing.

## Selección nacional
Fue convocado al XV del Trébol por primera vez en febrero de 1997, para enfrentar a los Dragones rojos y jugó su último partido en septiembre de 2007 ante los Pumas. En total disputó 62 partidos y marcó 145 puntos producto de 29 tries.

### Participaciones en Copas del Mundo
Participó en las Copas del Mundo de Australia 2003 y Francia 2007 donde Hickie llegó como una de las estrellas de Irlanda y esta a su vez como una de las favoritas, sin embargo la historia fue distinta; el XV del Trébol resultó eliminado en fase de grupos tras caer ante Les Bleus y los Pumas, Hickie se retiró con solo 31 años al finalizar el torneo.
| Mundial                       | Sede      | Resultado        | PJ | Tries |
| ----------------------------- | --------- | ---------------- | -- | ----- |
| Copa Mundial de Rugby de 2003 | Australia | Cuartos de final | 4  | 3     |
| Copa Mundial de Rugby de 2007 | Francia   | Primera fase     | 3  | 0     |

## Leones Británicos
Fue seleccionado a los British and Irish Lions para integrar el equipo que disputó la desastrosa Gira a Nueva Zelanda 2005 donde jugó uno de los tres test–matches frente a los All Blacks y no marcó puntos.

## Palmarés
- Campeón del Pro14 de 2001–02.
- Campeón del Interprovincial Championship de 1996, 1998 y 2002.